# Al-Hawiyya
Al-Hawiyya est une ville d’Arabie saoudite située dans la province de La Mecque.

## Démographie
Sa population est d'environ 132 000 habitants.